# Manfred Ommer
Manfred Ommer (ur. 13 września 1950 w Bergisch Gladbach, zm. 21 maja 2021) – niemiecki lekkoatleta, sprinter, medalista mistrzostw Europy w 1974. W czasie swojej kariery reprezentował Republikę Federalną Niemiec.
Wystąpił w sztafecie 4 × 100 metrów na mistrzostwach Europy w 1971 w Helsinkach, ale sztafeta RFN zgubiła w biegu finałowym pałeczkę i nie ukończyła konkurencji.
Odpadł w półfinale biegu na 200 metrów na igrzyskach olimpijskich w 1972 w Monachium. Jako jedyny z reprezentantów RFN odmówił startów po masakrze w Monachium i opuścił wioskę olimpijską (był przewidziany do startu w sztafecie 4 × 100 metrów). Na halowych mistrzostwach Europy w 1974 w Göteborgu odpadł w półfinale biegu na 60 metrów. 
Zdobył srebrny medal w biegu na 200 metrów na mistrzostwach Europy w 1974 w Rzymie, przegrywając jedynie z Pietro Menneą z Włoch, a wyprzedzając Hansa-Jürgena Bombacha z NRD. Na tych samych mistrzostwach zajął 6. miejsce w finale biegu na 100 metrów, a sztafeta RFN 4 × 100 metrów z jego udziałem została zdyskwalifikowana w biegu eliminacyjnym.
Ommer był mistrzem RFN w biegu na 100 metrów w 1972 i 1974, wicemistrzem w 1975 oraz brązowym medalistą na tym dystansie w 1973, mistrzem w biegu na 200 metrów w 1972 i 1974 oraz wicemistrzem w tej konkurencji w 1973 i 1975. Był również mistrzem RFN w sztafecie 4 × 100 metrów w 1970 i 1972. W hali był mistrzem w biegu na 60 metrów w 1974 i brązowym medalistą w 1975.
24 lipca 1974 w Leverkusen wyrównał rekord RFN w biegu na 100 metrów czasem 10,0 s.
W latach 1986–1994 był prezesem piłkarskiego klubu FC 08 Homburg.